# Матьё, Шарль Адольф Гислен
Шарль Адольф Гислен Матьё (фр. Adolphe Charles Ghislain Mathieu; 22 июня 1804, Монс — 13 июня 1876, Иксель) — бельгийский писатель

, поэт, переводчик, библиотекарь

 и общественный деятель; юрист по образованию.

## Биография
Адольф Матьё родился 22 июня 1804 года в городке Монс.
Принимал активное участие в Бельгийской революции 1830 года, приведший к отделению южных провинций от Объединённого королевства Нидерландов и возникновению независимого Королевства Бельгия. 
Приветствовал Июльскую революцию во Франции в поэме «La France et la Belgique» (Mons, 1831). 
Служил куратором отдела рукописей в Королевской библиотеке Бельгии.
В творчестве Mатьё сочетаются либеральный романтизм и влияние французского классицизма (сборник сатир «Le Guersillon», Mons, 1848, и др.). Матьё культивирует характерные для XVIII века формы послания, мадригалы, элегии и прочее. Матьё принадлежит также перевод посланий Горация («Épîtres d’Horace», Bruxelles, 1855) и несколько исторических трудов в «Le livre de la trésorerie des chartes du Hainaut» (Mons, 1848) и другие. Наиболее удавались ему политические сатиры.
В 1850 году, через несколько дней после смерти Луизы Марии Терезы Шарлотты Изабеллы Орлеанской, он опубликовал стихотворение в стихах, посвященное первой королеве Бельгии. 
Шарль Адольф Гислен Матьё скончался 13 июня 1876 года в Икселе.